# Педер
Педер је жаргонски пејоративни израз за хомосексуалну (геј) особу мушког пола. Употребљава се и као назив за човека који се сматра лошим, а може бити и начин обраћања међу пријатељима. У упутствима заштитника грађана Републике Србије за стандардизован недискриминативни говор и понашање стоји да је овај израз искључиво погрдан јер је увредљив и деградирајући за достојанство и личност ЛГБТ+ особа.

## Етимологија
У Немачкој у последњој деценији 19. века, научни кругови одбацују појам „противприродни блуд” који бива замењен појмом „педерастија”. Српски лекари тај појам позајмљују и почињу да га користе. С временом, појам улази у колоквијални српски језик у свом скраћеном облику — „педер”.
Синонимни изведени пејоративи су педераш, дерпе (шатровачки), пешован, пешкир([ч]ић), пеш[к]о, прцотрз, тапшигуз, педерчина, буљаш, фег, тобџија и фурунџија.

## Употреба у популарној култури

### Музика
У песми „Мала мала” групе Фамилија се појављује стих „Мала, мала, мала, група педера, дуго нам је вала сметала”, а реч се појављује и у песми „Из дупета у главу” групе The Dibidus. Дејан Пејовић, аутор ове две песме, бранио је употребу речи педер тврдећи да није усмерена против геј популације и да се реч „користи као карактерна особина”.

### Политика
У Србији, председнику Србије се неретко скандира „Вучићу, педеру!” као увреда. У предизборном споту Српске напредне странке (СНС) за председничке изборе 2017. где је њихов кандидат био Александар Вучић, на крају спота се у позадини могу чути навијачки покличи „Вучићу, педеру!”. Удружење Да се зна! је тада против СНС поднело пријаву Сектору тржишне инспекције Министарства трговине, туризма и телекомуникација Србије због кршења Закона о оглашавању.